# 埃及共产党 (1922年)
埃及共产党（阿拉伯语：الحزب الشيوعي المصري），是一个已不存在的埃及共产主义政党。1918年，开罗、亞歷山卓、塞得港等大城市出现了社会主义和共产主义小组。1920年，这些小组联合成立埃及社会党。1922年，该党改名为埃及共产党。该党一建立，就把反对帝国主义统治、争取民族独立和实行民主作为斗争任务。提出苏伊士运河收归国有，英军撤出埃及，没收大地主土地，进行彻底的土地改革，实行8小时工作制和劳动立法等。它积极从事工人运动，领导建立了劳动总同盟，联合了6万会员和100个工会。到1924年，党员人数发展到2000多人，华夫脱党政府对此极为不安，该年3月，下令解散埃共及其领导的劳动同盟，该党转入地下。第二次世界大战期间，该党分裂为20多个派系。